# Valmir Sulejmani
Valmir Sulejmani (Großburgwedel, 1996. február 1. –) német születésű koszovói-albán származású labdarúgó, jelenleg a Waldhof Mannheim játékosa. Korosztályos szinten a német és az albán válogatottban is szerepelt, de a felnőttek között a koszovói válogatott tagja.

## Pályafutása

### Klubcsapatokban
Az SC Wedemark és a Hannover 96 korosztályos csapataiban nevelkedett. 2013. október 26-án mutatkozott be a második csapatban az SV Werder Bremen II elleni negyedosztályú bajnoki mérkőzésen. December 14-én 17 évesen mutatkozott be az első csapatban az 1. FC Nürnberg ellen, a 74. percben Artur Sobiech cseréjeként lépett pályára a 3–3-ra végződő Bundesliga mérkőzésen. 2015. január 29-én fél évre kölcsönbe került a Bundesliga 2-ben szereplő 1. FC Union Berlin csapatához. Az első csapatban 6, míg a tartalékok között egy mérkőzésen lépett pályára. 2018 nyarán a negyedosztályú SV Waldhof Mannheim csapatába igazolt, itt a szezon végén bajnokok lettek.

### A válogatottban
Többszörös német és koszovói korosztályos válogatott játékos. 2014-ben meghívott kapott az albán U21-es labdarúgó-válogatottba, de ezt nem fogadta el. 2016-ban két alkalommal lépett pályára hivatalos mérkőzésen a Koszovó válogatottban.

## Statisztika

### Klub
2019. április 20-i állapotnak megfelelően.
| Klub                  | Szezon   | Bajnokság            | Bajnokság | Bajnokság | Kupa  | Kupa  | Egyéb | Egyéb | Összesen | Összesen |
| Klub                  | Szezon   | Osztály              | Mérk.     | Gólok     | Mérk. | Gólok | Mérk. | Gólok | Mérk.    | Gólok    |
| --------------------- | -------- | -------------------- | --------- | --------- | ----- | ----- | ----- | ----- | -------- | -------- |
| Hannover 96 II        | 2013–14  | Regionalliga Nord    | 10        | 0         | 0     | 0     | —     | —     | 10       | 0        |
| Hannover 96 II        | 2014–15  | Regionalliga Nord    | 16        | 0         | 0     | 0     | —     | —     | 16       | 0        |
| Hannover 96 II        | 2015–16  | Regionalliga Nord    | 23        | 4         | 0     | 0     | —     | —     | 23       | 4        |
| Hannover 96 II        | 2016–17  | Regionalliga Nord    | 28        | 4         | 0     | 0     | —     | —     | 28       | 4        |
| Hannover 96 II        | 2017–18  | Regionalliga Nord    | 13        | 5         | 0     | 0     | —     | —     | 13       | 5        |
| Hannover 96 II        | Összesen | Összesen             | 90        | 13        | 0     | 0     | 0     | 0     | 90       | 13       |
| Hannover 96           | 2013–14  | Bundesliga           | 6         | 0         | 0     | 0     | —     | —     | 6        | 0        |
| Hannover 96           | 2014–15  | Bundesliga           | 0         | 0         | 0     | 0     | —     | —     | 0        | 0        |
| Hannover 96           | 2015–16  | Bundesliga           | 4         | 0         | 0     | 0     | —     | —     | 4        | 0        |
| Hannover 96           | 2016–17  | Bundesliga 2         | 1         | 0         | 0     | 0     | —     | —     | 1        | 0        |
| Hannover 96           | Összesen | Összesen             | 11        | 0         | 0     | 0     | 0     | 0     | 11       | 0        |
| 1. FC Union Berlin    | 2014–15  | Bundesliga 2         | 6         | 0         | 0     | 0     | —     | —     | 7        | 0        |
| 1. FC Union Berlin    | Összesen | Összesen             | 6         | 0         | 0     | 0     | 0     | 0     | 7        | 0        |
| 1. FC Union Berlin II | 2014–15  | Regionalliga Nord    | 1         | 0         | 0     | 0     | —     | —     | 1        | 0        |
| 1. FC Union Berlin II | Összesen | Összesen             | 1         | 0         | 0     | 0     | 0     | 0     | 1        | 0        |
| Waldhof Mannheim      | 2018–19  | Regionalliga Südwest | 28        | 17        | 0     | 0     | —     | —     | 28       | 17       |
| Waldhof Mannheim      | Összesen | Összesen             | 28        | 17        | 0     | 0     | 0     | 0     | 28       | 17       |
| Összesen              | Összesen | Összesen             | 136       | 30        | 0     | 0     | 0     | 0     | 136      | 30       |

### Válogatott
(2016. október 15. szerint)
| Válogatott | Szezon   | Mérkőzés | Gól |
| ---------- | -------- | -------- | --- |
| Koszovó    | 2016     | 2        | 0   |
| Összesen   | Összesen | 2        | 0   |

## Sikerei, díjai
- Waldhof Mannheim
  - Regionalliga Südwest: 2018–19